# Muhammad ibn Abd al-Karim al-Isa
Artykuł ten został zgłoszony do umieszczenia na stronie głównej w rubryce „Czy wiesz”.
Pomóż nam go sprawdzić: oceń zgłoszoną nominację.
Muhammad ibn Abd al-Karim al-Isa (arab. ‏محمد بن عبد الكريم العيسى‎; ur. 10 czerwca 1965 w Rijadzie) – saudyjski prawnik, polityk i działacz społeczny. Minister sprawiedliwości w latach 2009–2015, sekretarz generalny Światowej Ligi Muzułmańskiej od 2016 roku. Zwolennik umiarkowanego islamu oraz współpracy międzyreligijnej, wsparł walkę przeciwko ekstremizmowi oraz terroryzmowi, otwarcie potępił rozpowszechnianie kłamstwa oświęcimskiego, tj. negowania zagłady Żydów. Jako sekretarz generalny Światowej Ligi Muzułmańskiej spotkał się m.in. z amerykańskimi politykami, a także z rabinami i duchownymi chrześcijańskimi, w tym z papieżem Franciszkiem. W 2020 roku uczestniczył w obchodach 75. rocznicy wyzwolenia obozu koncentracyjnego Auschwitz-Birkenau.

## Życiorys
Kształcił się w zakresie prawa oraz teologii islamskiej. Ukończył studia magisterskie i doktorskie z zakresu prawa konstytucyjnego na Islamskim Uniwersytecie Imama Muhammada ibn Su’uda, ponadto na Uniwersytecie Umm al-Kura w Mekce zdobył tytuł doktora z zakresu jurysprudencji islamskiej. Pracował jako sędzia, następnie został prezesem jednego z sądów apelacyjnych. Wykładał także na Islamskim Uniwersytecie Imama Muhammada ibn Su’uda oraz na Uniwersytecie Króla Sauda. W listopadzie 2012 roku został honorowym przewodniczącym Rady Arabskich Ministrów Sprawiedliwości.
14 lutego 2009 roku objął funkcję ministra sprawiedliwości; w trakcie kierowania tym resortem miały miejsce reformy prawne w kwestiach między innymi rodzinnych oraz dotyczących praw kobiet. Przestał pełnić tę funkcję w 2015 roku. 9 sierpnia 2016 roku został sekretarzem generalnym Światowej Ligi Muzułmańskiej, zastępując na tym stanowisku Abd Allaha at-Turkiego. W ramach współpracy religijnej w 2019 roku zainicjował w Paryżu porozumienie duchownych chrześcijańskich, islamskich i żydowskich, rok później porozumiał się w tej samej kwestii z patriarchą moskiewskim i całej Rusi Cyrylem I. Z inicjatywy Al-Isy doszło także do nawiązania współpracy Światowej Ligi Muzułmańskiej z Teachers College. W 2022 roku został odznaczony mauretańskim Orderem Narodowym Zasługi oraz pakistańskim odznaczeniem Hilal-e-Pakistan.
Doktor honoris causa University for Peace i University of the Gambia. Z jego inicjatywy powstała organizacja pozarządowa Faith For Our Planet.

### Wizyty zagraniczne
| Data          | Państwo                      | Szczegóły |
| ------------- | ---------------------------- | --- |
| sierpień 2017 | Japonia                      | Udział w obchodach rocznicy ataku atomowego na Hiroszimę, wygłoszenie przemówienia na górze Hiei podczas Międzynarodowego Szczytu Religijnego. |
| wrzesień 2017 | Watykan                      | Spotkanie z papieżem Franciszkiem oraz kardynałem Jean-Louisem Tauranem. |
| 2018          | Włochy                       | Wygłoszenie przemówienia w Rimini podczas 39. Spotkania na rzecz Przyjaźni Między Narodami. |
| 2019          | Sri Lanka                    | Spotkanie z lankijskimi duchownymi buddyjskimi i muzułmańskimi. Wizyta miała miejsce niedługo po zamachach terrorystycznych na Sri Lance. |
| luty 2019     | Stany Zjednoczone            | Spotkanie z kongresmenami Tedem Cruzem, Josephem Liebermanem i Bradem Shermanem. Muhammad al-Isa przeprowadził z nimi rozmowy dotyczące walk przeciwko ekstremizmowi oraz terroryzmowi. |
| kwiecień 2019 | Stany Zjednoczone            | Spotkanie z kardynałem Timothym Dolanem, z którym odbył modlitwę przed ołtarzem katedry Świętego Patryka w Nowym Jorku, następnie podjął rozmowę na temat pożaru paryskiej katedry Notre-Dame. Al-Isa zaprosił kardynała do Arabii Saudyjskiej. W ramach wizyty do Stanów Zjednoczonych miało także miejsce spotkanie Muhammada al-Isy z rabinem Arthurem Schneierem, podczas wizyty doszło do podpisania porozumienia o współpracy przy ochronie miejsc kultu religijnego.                                            |
| listopad 2019 | Stany Zjednoczone            | Spotkanie z prezydentem Kościoła Jezusa Chrystusa Świętych w Dniach Ostatnich Russellem M. Nelsonem w Salt Lake City (stan Utah). W trakcie wizyty spotkał się także z gubernatorem Garym Herbertem oraz z muzułmańską społecznością. |
| styczeń 2020  | Polska                       | Udział w obchodach 75. rocznicy wyzwolenia niemieckiego nazistowskiego obozu Auschwitz-Birkenau. Al-Isa przybył na obchody wraz z 60–osobową delegacją, podczas wizyty zapalił znicze przed Międzynarodowym Pomnikiem Ofiar Obozu i przed Ścianą Straceń. Został tym samym najwyższym rangą islamskim przywódcą, który odwiedził teren obozu Auschwitz-Birkenau. Ponadto podczas wizyty w Polsce Al-Isa przybył do Warszawy, gdzie odwiedził Muzeum Historii Żydów Polskich Polin oraz Synagogę im. Małżonków Nożyków. |
| luty 2020     | Bośnia i Hercegowina         | Wizyta z delegacją na cmentarzu Memorijalni centar Srebrenica - Potočari, na którym pochowane są ofiary masakry w Srebrenicy. |
| marzec 2022   | Stany Zjednoczone            | Wizyta w Dallas (Teksas), Glenarden (Maryland) i Kansas City (Missouri); jej celem było spotkanie z ewangelikami. |
| listopad 2022 | Zjednoczone Emiraty Arabskie | Udział w 9. edycji Abu Dhabi Forum for Peace. |
| marzec 2023   | Wielka Brytania              | Spotkanie z królem Karolem III w Pałacu Buckingham, także udział w konferencji islamskich przywódców religijnych. |
| maj 2023      | Watykan                      | Spotkanie z papieżem Franciszkiem w rezydencji Domus Sanctae Marthae. |
| czerwiec 2023 | Stany Zjednoczone            | Wygłoszenie przemówienia na sali Zgromadzenia Ogólnego Organizacji Narodów Zjednoczonych. |
| lipiec 2023   | Indie                        | Spotkanie z duchownymi z różnych wyznań, a także z prezydent Draupadi Murmu oraz z premierem Narendrą Modim. Podczas wizyty w Indiach Al-Isa odwiedził w hinduistyczną świątynię Akshardham oraz Wielki Meczet w Delhi. |
| maj 2024      | Malezja                      | Udział w międzynarodowej konferencji w Kuala Lumpur, w której udział wzięło łącznie około 2 tys. przywódców religijnych pochodzących z prawie 60 państw. |
| maj 2025      | Stany Zjednoczone            | Wygłoszenie przemówienia na Duke University w Durham oraz spotkanie z rektorem uczelni Vincentem Edwardem Price’em. |
| lipiec 2025   | Afganistan                   | Spotkanie w Kabulu z premierem Hasanem Achundem. |

## Ocena działalności

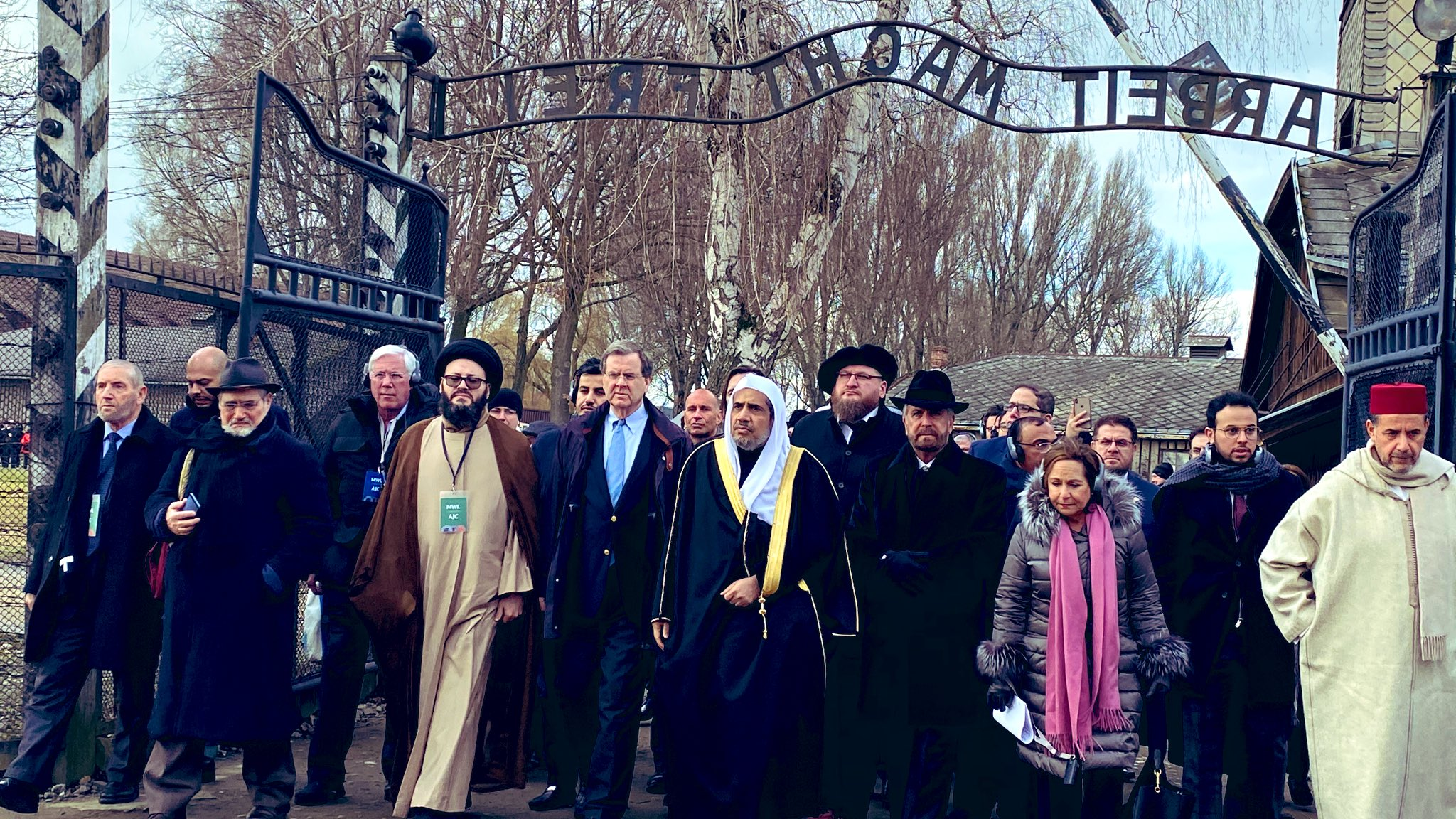
Muhammad al-Isa podczas obchodów 75. rocznicy wyzwolenia niemieckiego nazistowskiego obozu Auschwitz-Birkenau (2020)

W 2019 roku o jego działalności pozytywnie wypowiedział się prezydent Senegalu Macky Sall. Prezydent Kościoła Jezusa Chrystusa Świętych w Dniach Ostatnich Russell M. Nelson nazwał Muhammada al-Isę budowniczym pokoju oraz budowniczym mostów, a kardynał Timothy Dolan określił go najbardziej elokwentnym w świecie islamskim rzecznikiem pojednania i przyjaźni międzyreligijnej.
Działania Al-Isy przeciwko antysemityzmowi oraz islamofobii zostały docenione przez żydowskie organizacje American Jewish Committee, American Sephardi Federation i Combat Antisemitism Movement. Według AJC Al-Isa jest najbardziej wpływowym w świecie muzułmańskim głosem promującym umiarkowany islam. Jego działalność została pozytywnie oceniona także przez prezydenta Yeshiva University Ariego Bermana, a w sporządzonych przez Departament Stanu Stanów Zjednoczonych raportów dotyczących terroryzmu z lat 2019 i 2020 roku został w nich opisany jako podkreślający potrzebę dialogu i tolerancji innych wyznań, a także doceniony za promowanie umiarkowanego islamu.

## Wybrane nagrody

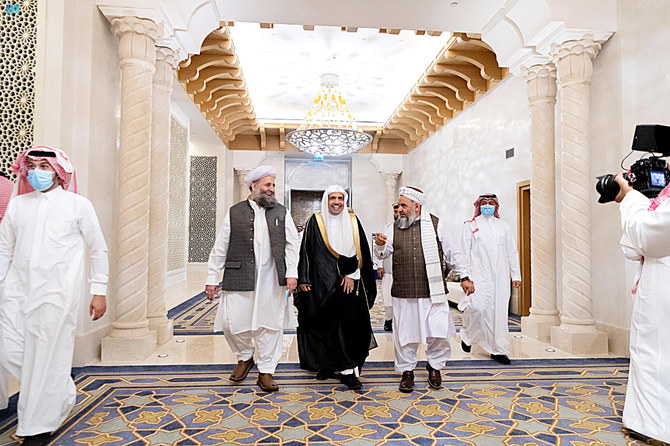
Muhammad al-Isa wraz z afgańską delegacją w Mekce (2021)

- World's Religions Peace Award (II 2019)[27]
- Combat Anti-Semitism Award (VI 2020)[12]
- Prophet’s Hijra Award (VIII 2020)[28]
- Bridge Builder International Prize (XI 2021)[29]